# Фольземенхузен
Фольземенхузен (нем. Volsemenhusen) — община в Германии, в земле Шлезвиг-Гольштейн. 
Входит в состав района Дитмаршен. Подчиняется управлению КЛьГ Марне-Ланд.  Население составляет 361 человек (на 31 декабря 2010 года). Занимает площадь 16,79 км².
Коммуна подразделяется на 12 сельских округов.